# Albert Dietrich (Bratschist)
Albert Dietrich (* 22. Februar 1908 in Oberkirch; † 1979) war ein deutscher Violinist, Bratschist und Musikpädagoge.

## Leben und Werk
Albert Dietrich studierte am Dresdener Konservatorium und an der Musikhochschule Karlsruhe. Er wirkte als Bratschist im SWF-Sinfonieorchester Baden-Baden. Seit 1938 wirkte er als Dozent für Viola und Kammermusik an der Musikhochschule Karlsruhe. Zudem leitete er dort das Hochschulorchester.
Albert Dietrich engagierte sich für die Aufführung Neuer Musik. Am 10. Dezember 1945 führte er das Konzertino, op. 16 für Bratsche und Kammerorchester von Ottmar Gerster aus dem Jahr 1928 auf. Am 15. Oktober 1955 führte er bei den Donaueschinger Musiktagen die Sonate für Bratsche solo von Bernd Alois Zimmermann auf. Ebenso führte er 1956 das 2. Bratschenkonzert von Josef Schelb mit dem Südwestdeutschen Kammerorchester Pforzheim unter Friedrich Tilegant (1910–1968) auf.